# Церковь Покрова Пресвятой Богородицы (Боровое)
Церковь Покрова Пресвятой Богородицы — православный храм Липецкой епархии. Расположена в селе Боровое Усманского района Липецкой области.

## История
Боровое впервые отмечено в Дозорной книге 1615 года. В середине XVII века было уничтожено татарами, но практически сразу возродилось. В источниках 1705 года отмечается как село с церковью. В 1845 году в Боровом началось строительство каменной церкви, которое продолжалось 15 лет. В 1861 году новая каменная теплая церковь была построена и освящена в честь Покрова Пресвятой Богородицы. Церковь строили на средства прихожан. В разное время в штате церкви числились: священник Василий Егорович Милютин (1876 год), церковный староста — крестьянин Трифонов (с 1872 года). В 1893 году священником служил Павел Андреевич Лукин, диаконом — Тимофей Трофимович Яхонтов, псаломщиком — Савва (Савватий) Иванович Щедрин. В 1909 году упоминается священник Иоанн Воскресенский. Считалась приписной к Вознесенской церкви села Куликово.
В 1930-е годы церковь была закрыта, помещение использовалось под зернохранилище. После войны, в 1946 году храм был открыт. В 2000-х годах церковь отреставрировали. В октябре 2010 года был освящен 25-пудовый колокол, изготовленный в Воронеже.

## Архитектура
В архитектурном плане здание представляет собой прямоугольный объём с апсидой и барабаном. К зданию пристроена прямоугольная трапезная и трёхъярусная колокольня.

## Современный статус
Согласно постановлению главы администрации Липецкой области от 27 февраля 1992 г. № 106 Покровская церковь в селе Боровое является памятником архитектуры и объектом исторического и культурного наследия областного значения.

## Духовенство
- Настоятель храма — иерей Александр Плещаков[6].

## Фотографии

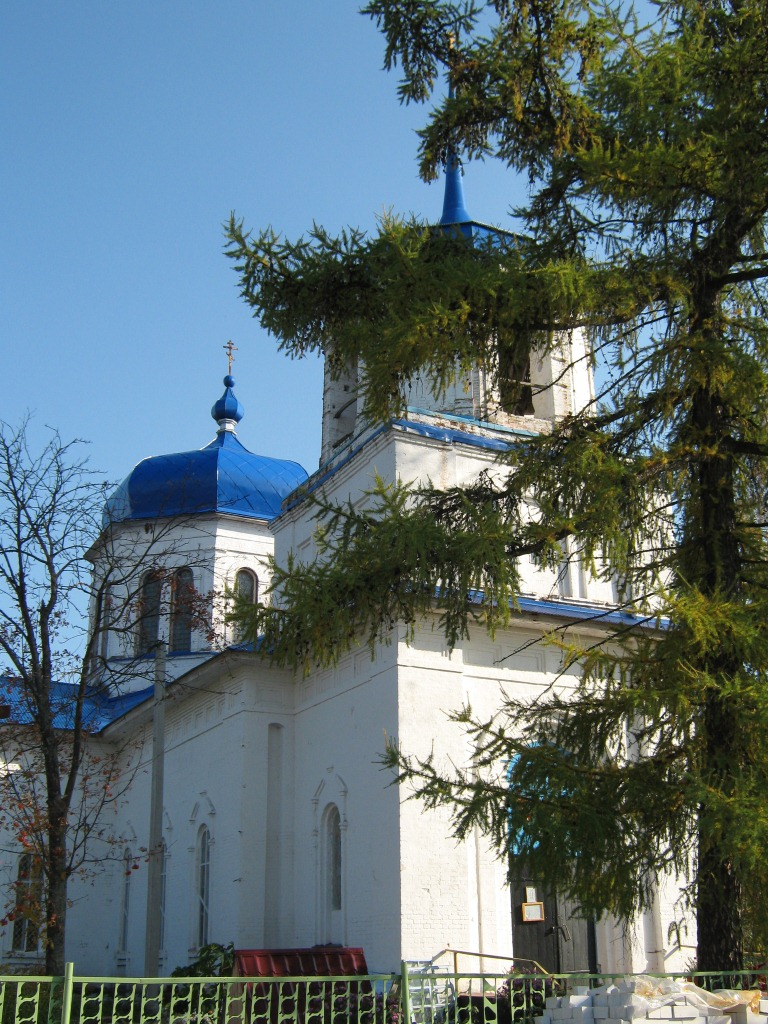
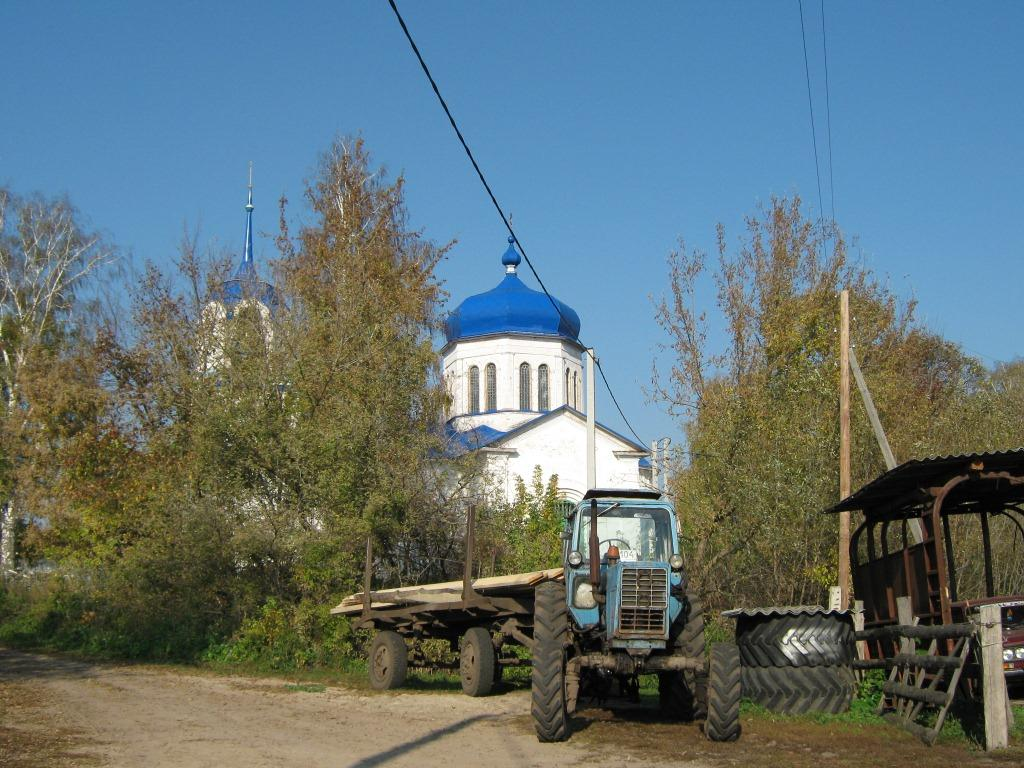
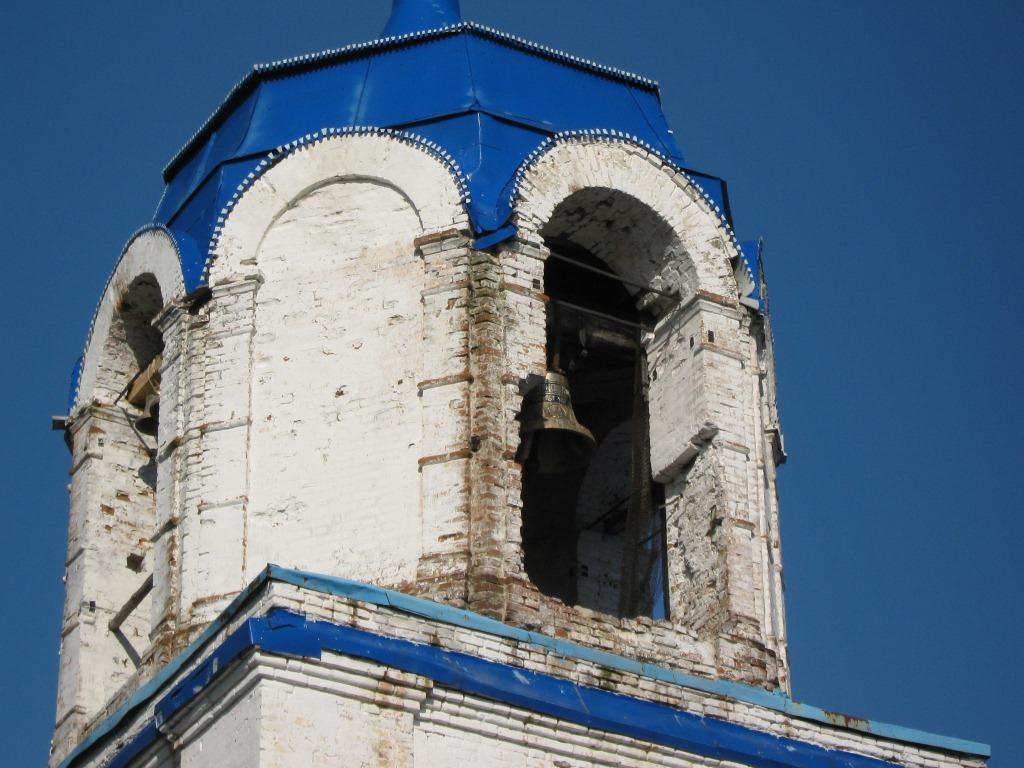